# Oficina de Educación Iberoamericana
La Oficina de Educación Iberoamericana (OEI) fue un organismo intergubernamental de cooperación en materia educativa creado 1949. Reemplazado por la Organización de Estados Iberoamericanos en 1985. Organizó los Congresos Iberoamericanos de Educación. Sus primeras estatutos fueron aprobados el 15 de marzo de 1957.

## Congresos Iberoamericanos de Educación
- I – 1949 en Madrid, España.
- II - 1954 en Quito, Ecuador.
- III - 1957 en Santo Domingo, República Dominicana.
- IV - 1979 en Madrid, España.
- V - 1983 en Lima, Perú.

Desde 1985 el Congreso Iberoamericano de Educación es la Asamblea General de la Organización de Estados Iberoamericanos.